# Jan Kholl
Jan Kholl (* 1976) je český novinář a spisovatel. Je vedoucím středočeské pobočky ČTK, regionálním zpravodajem a autorem několika románů.

## Život a dílo
Vystudoval češtinu a občanskou výchovu na Pedagogické fakultě Univerzity Karlovy. Během studia začal pracovat u České tiskové kanceláře, nejdříve působil v Praze, poté přešel do Středočeského kraje, později se stal vedoucím pobočky. V roce 2006 bodoval v redakční soutěži ČTK Zlatá lupa, za řízení party středočeských zpravodajů získal v roce 2016 od České tiskové kanceláře ocenění.
Nejdříve psal básně. V roce 2023 vydal svou první knihu Tajný život domorodců, v roce 2024 vyšla jeho druhá kniha Pusťte světlo do tmavého večera.